# 細胞核ウイルス起源説
細胞核ウイルス起源説（さいぼうかくウイルスきげんせつ、英: viral eukaryogenesis ）とは、巨大DNAウイルスの祖先がメタン菌類などの古細菌（真核生物の祖先である原核生物）に感染して、両者が統合共生したことにより真核生物の細胞核が形成された、とする進化生物学上の仮説である。
本仮説は2001年に Philip Bell により提唱され、同年に日本でも東京理科大学の武村政春が独立提唱している。仮説が出てから2年後、タンパク質生合成が可能な巨大で複雑なDNAウイルス（ミミウイルスなど）が発見されて研究が進み、ミミウイルスが、感染したアカントアメーバの細胞質に細胞核と似た大きさの巨大なウイルス工場を形成することが判明すると、両者には何らかの関係があるとして同仮説も注目されるようになった。
近年のゲノミクス研究と複雑DNAウイルスの発見によりウイルスが真核生物の細胞核の発生において何らかの役割を果していたことが示唆されている。

## 仮説
細胞核ウイルス起源仮説では、真核生物は次の三つの祖先を持つとされる。一つは細胞核の元となったウイルス、もう一つは現代の細胞質の元となった原核細胞、そしてエンドサイトーシスの結果ミトコンドリアとなったバクテリアである。
2006年、RNAからDNAへのゲノム移行がウイルスにおいて初めて起こったことをパトリックら研究者が示唆した。DNAベースのウイルスは、遺伝情報の保存にかつてRNAを使っていた旧宿主のために、情報保管庫を提供していた可能性がある。ウイルスは当初、宿主細胞内のRNA分解酵素に対する抵抗手段としてDNAを採用したかもしれず、そうした新しい機能の働きには葉緑体やミトコンドリアが重要な貢献を果たしたと思われる。この仮説に基づけば、古細菌、バクテリア、真核生物はそれぞれ別々のウイルスからDNA中心の遺伝システムを獲得したことになる。獲得元では真核生物の原始RNA細胞だったものが、やがてもっと複雑になり、RNAプロセシング（具体的には、5'キャップとポリアデニル化とPre-mRNA スプライシングによるmRNA分子構造化）の特徴を有するようになった。これは現時点でより確かなエオサイト説とは対照的であるが、3つの生命領域すべての起源にウイルスが貢献していると思われる。真核細胞の増殖において重要なテロメアとテロメラーゼがウイルスに起源を持つことを示唆したグンターの論文は、さらに、今の真核生物細胞核の起源（ウイルス）は細菌性ミトコンドリアの前駆体に溶原ウイルスが含まれた古細菌細胞の複数回感染にあるかもしれない、としている。
細胞核ウイルス起源仮説では、現代のポックスウイルスに似たウイルスが既存のバクテリアや古細菌から遺伝子を獲得して、真核生物の細胞核へ進化したとされている。その後、溶原ウイルスは感染した細胞における遺伝情報の主な保存庫となり、細胞はウイルスが侵入したにもかかわらず通常の機能や遺伝子翻訳機能を保持したのだとされる。同様に、この真核生物に関与したバクテリア種はATPの形でエネルギーを産生する能力を保ちつつ、遺伝情報の多くを新たなウイルスの核細胞小器官にも渡していたと考えられる。これは、有糸分裂や減数分裂や性交渉により全ての真核生物に起こる現時点の細胞サイクルが、可能な限り多くの宿主に感染して増殖を通じて宿主を殺すというトレードオフ（片方犠牲）の特性パターンを持つウイルス襲撃に、均衡を保とうとして進化したものだ、という仮説である。ウイルス増殖サイクルがプラスミドや溶原のサイクルを写したものではないかという仮説もある。しかし、この理論については議論の余地があり、真核生物細胞核に恐らくもっとも進化的に近い古細菌ウイルスを含めた、さらなる実験が必要である。

## 成果
2017年、ウイルス感染した細胞のタンパク質を使った実験で、DNAを保護する細胞核状の膜を生成する瞬間を撮影することに、カリフォルニア大学が成功している。バクテリオファージに感染する性質のウイルスに、感染先となる細菌を与えたところ、そのバクテリオファージは細菌のタンパク質を使って、自己のDNAを覆う膜を生成。この膜に覆われたDNAが、細胞核の原初形態ではないかと考えられている。
この現象は、細胞核ウイルス起源説の正しさを示す証拠だと考えられるとして、学術誌『Science』にも研究論文が掲載された。

## 帰結または含蓄
この理論には多くの教訓がある。例えば、脂質二重層のエンベロープを持つ螺旋ウイルスは、単純化された細胞核（つまり、脂質膜で覆われたDNA染色体）と明らかに似ている。理論的には、巨大DNAウイルスがバクテリアもしくは古細菌細胞を制御可能だった。ただ、そのウイルスは宿主細胞を破壊するかわりに、細胞内に留まることで通常のウイルスが直面する典型的なトレードオフの（宿主だけを犠牲にする）ジレンマを克服してみせた。ウイルスが宿主細胞の分子機構をも制御するのなら、効果的に機能する細胞核にもなるだろう。有糸分裂と細胞質分裂のプロセスを通じて、ウイルスは共生体として細胞全体を動員する、これは各々が生き残って増殖するための新しい方法である。
DNAウイルスと細胞核の類似は、ウイルス性真核生物またはその逆である細胞核病原体のいずれかの証拠として扱うことができる。複雑な真核生物のDNAウイルスは細胞核感染から始まった可能性がある。
なお、ウイルスだけが生物を進化させたわけでは決してなく、「生物がこれほど多様な発展を遂げてきた仕組みのごく一部に、ウイルスによる作用があったというにすぎない」と武村政春は述べている。生物進化の長いプロセスのうち、「真核生物の誕生と進化においては、ウイルスが関与していた」という仮説である。

## 関連文献
- 武村政春『生物はウイルスが進化させた-巨大ウイルスが語る新たな生命像』講談社（ブルーバックス新書）、2017年4月19日、ISBN 978-4-06-502010-4
- Livingstone Bell, Philip John (2001). “Viral Eukaryogenesis: was the ancestor of the nucleus a complex DNA virus?”. Journal of Molecular Evolution 53 (3):  251–6. doi:10.1007/s002390010215. PMID 11523012.
- Trevors, Jack Thomas (2003). “Genetic material in the early evolution of bacteria”. Microbiological Research 158 (11):  1–6. doi:10.1078/0944-5013-00171.